# Wereldliteratuur
Wereldliteratuur (Duits: Weltliteratur) is een term die door de 19e-eeuwse Duitse schrijver Johann Wolfgang von Goethe is bedacht om literaire werken aan te duiden die erin zijn geslaagd om de eigen nationale en taalkundige grenzen te overstijgen. "Weltliteratur" zag hij als een modern en nieuw fenomeen, als gevolg van het feit dat de literaire markt internationaal werd, met een verhoogde circulatie van teksten uit andere talen en regio's.

## Definitie
Het gaat bij wereldliteratuur niet alleen om een soort literaire canon van gewaardeerde werken van over de hele wereld. Zeker aan de Amerikaanse universiteiten wordt tegenwoordig (anno 2019) vooral de nadruk gelegd op het pedagogische project (reeds door Goethe uitgedrukt) om door middel van al dan niet vertaalde teksten uit andere regio's van de wereld elkaars cultuur beter te leren begrijpen.
Een schrijver wordt dus een 'wereldschrijver' wanneer zijn of haar werk ook buiten de eigen (regionale, culturele, linguïstische) kring wordt gelezen. Wereldliteratuur impliceert echter niet alleen brede verspreiding van het werk, maar ook goede vertalingen en evaluaties (de receptie) ervan.
David Damrosch stelt in 'What is World Literature?' vier criteria voor waaraan een werk moet beantwoorden om als wereldliteratuur te gelden:
1. Het eerste criterium is de eis dat het de grenzen van naties of landen en talen heeft overschreden. Dat wil zeggen dat het vertaald is.
2. Ten tweede dient het te worden opgenomen in enkele gezaghebbende bloemlezingen van de wereldliteratuur.
3. Ten derde moet het ook gewone lezers kunnen bereiken om de erfenis te kunnen worden van verschillende generaties schrijvers.
4. Het vierde criterium stelt dat de auteur kritische reacties dient te ontvangen (literaire kritiek/receptie) door geleerden of critici van andere landen of culturele contexten: zelfs wanneer het werk controverses veroorzaakt, betekent dit toch dat het een bepaalde kritische waarde heeft.

## Geschiedenis
Tot in de 20e eeuw werden overzichten van literatuur gedomineerd door westerse literatuurgeschiedenis. Men zag er met andere woorden geen graten in om 'wereldliteratuur' gelijk te stellen aan Europese (eurocentrisme) of Amerikaanse literatuur. Bovendien concentreerden zulke historische literatuuroverzichten zich dan nog eens op enkele landen. Dit beperkte gezichtsveld veranderde pas midden jaren 1990, te beginnen met Caws en Prendergasts Harpercollins' World Reader dat 475 auteurs van over de hele wereld opnam.
Als 21e-eeuwse studie maakt wereldliteratuur deel uit van de vergelijkende literatuurwetenschap. Terwijl comparatieve literatuur vooral gaat over de verschillen, bestudeert wereldliteratuur specifiek de overeenkomsten tussen alle nationale literaturen: zij gaat doelgericht op zoek naar dat wat universeel en gemeenschappelijk is. Wereldliteratuur gaat in haar streven naar universaliteit echter uit van nationale literaturen. Dit impliceert dat zij is samengesteld uit twee tegenstrijdige componenten: de nationale en de kosmopolitische (universele / internationale), hetgeen een innerlijke spanning veroorzaakt in discussies over wereldliteratuur: de benaming wordt daardoor niet altijd op dezelfde manier gebruikt door literatuurwetenschappers.

## 100 belangrijkste boeken uit de wereldliteratuur
De Noorse boekenclubvereniging De norske Bokklubbene AS heeft in samenwerking met het Noors Nobelinstituut een panel van 100 auteurs uit 54 landen verzocht om de Belangrijkste boeken uit de wereldliteratuur op te geven. Hoewel de boeken in de lijst niet gerangschikt werden, onthulde de redactie dat Don Quichot 50% meer stemmen kreeg dan welk ander boek ook.

## Meest vertaalde Nederlandstalige romans
Een groot aantal vertalingen van een boek is een sterke indicatie dat het tot de wereldliteratuur behoort. Deze lijst uit mei 2017 geeft de volgende rangschikking:
1. Het Achterhuis, Anne Frank - 56 talen.
2. De aanslag, Harry Mulisch - 38 talen
3. Het volgende verhaal, Cees Nooteboom - 27 talen
4. Max Havelaar, Multatuli - 40 talen
5. Minoes, Annie M.G. Schmidt - 25 talen
6. De Passievrucht, Karel Glastra van Loon - 34 talen
7. Het verdriet van België, Hugo Claus - 15 talen
8. De virtuoos, Margriet de Moor - 14 talen
9. Abessijnse kronieken, Moses Isegawa - 13 talen
10. Blauwe maandagen, Arnon Grunberg - 12 talen

Het diner van Herman Koch is inmiddels al in minstens 33 talen verschenen.
Kaas door Willem Elsschot is ten minste 37 keer vertaald.